# Medeyrolles

Medeyrolles este o comună în departamentul Puy-de-Dôme, Franța. În 1 ianuarie 2022 avea o populație de 116 de locuitori.